# ナサニエル・パーカー
ナサニエル・パーカー（Nathaniel Parker、1962年5月18日 - ）は、イギリスの俳優。
ロンドン出身。ロンドン・アカデミー・オブ・ミュージック・アンド・ドラマティック・アート (LAMDA) に学ぶ。1986年、ロイヤル・シェイクスピア・カンパニーに加入。
テレビドラマ『リンリー警部 捜査ファイル』の主人公トーマス・リンリー警部役で知られる。

## 主な出演作品

### 映画
- ウォー・レクイエム War Requiem (1989)
- ハムレット Hamlet (1990)
- ボディガード The Bodyguard (1992)
- ボディandハーツ Wide Sargasso Sea (1993)
- スクワント/伝説の勇者 Squanto: A Warrior's Tale (1994)
- オセロ Othello (1995)
- ビバリーヒルズ・ニンジャ Beverly Hills Ninja (1997)
- エベレスト死の彷徨 Into Thin Air: Death on Everest (1997) テレビ映画
- Lover's Prayer はつ恋 All Forgotten (2001)
- ホーンテッドマンション The Haunted Mansion (2003)
- スターダスト Stardust (2007)
- ダイヤモンド・ラッシュ  Flawless (2007)
- 聖トリニアンズ女学院 史上最強!?不良女子校生の華麗なる強奪作戦 St Trinian's (2007)
- イレーナ・センドラー 2500人の命のために The Courageous Heart of Irena Sendler (2009) テレビ映画
- マリス・イン・ワンダーランド Malice in Wonderland (2009)
- パーフェクト・ホスト 悪夢の晩餐会 The Perfect Host (2010)
- ナルニア国物語/第3章: アスラン王と魔法の島 The Chronicles of Narnia: The Voyage of the Dawn Treader (2010)
- シンクロ・ダンディーズ! Swimming with Men (2018)
- 最後の決闘裁判 The Last Duel (2021)

### テレビドラマ
- バトル・オブ・ブリテン Piece of Cake (1988) ミニシリーズ
- 虚栄の市 Vanity Fair (1998) ミニシリーズ
- リンリー警部 捜査ファイル The Inspector Lynley Mysteries (2001-2007)
- ブリーク・ハウス Bleak House (2005)
- ランドガールズ Land Girls (2009)
- インジャスティス 〜法と正義の間で〜 Injustice (2011)
- 魔術師 MERLIN Merlin (2011)
- グランチェスター 牧師探偵シドニー・チェンバース Grantchester (2019)